# 占い部〜フォーリエ〜
占い部〜フォーリエ〜は、お笑い芸人「ラバーガール」の飛永翼が部長として立ち上げた「楽しく占いを学んで身に付ける」事が目的の部活動形式のデジタルコンテンツ。ウェブサイト。
若手お笑い芸人から漫画家、イラストレーターなど様々な業種の部員がおり、日々占いを勉強している。

## メンバー
飛永翼(ラバーガール)　
占い部の部長。占いサイト「WORDS」にて飛永先生として「飛永先生がいろんなお悩み聞きます」等の占いで活動中。
法演
占い部の副部長兼顧問を勤めるプロ占い師。通常の鑑定の他にも番組への出演、コラムの連載など活動は多岐にわたる。部員達が行う占いは基本的に法演から学んだものに、各々がオリジナル要素を加えたものである。
パシンペロンはやぶさ
霊視での鑑定を得意とするスピリチュアル芸人。占いサイト「WORDS」では「一言プチ鑑定」等で活動中。
こじま観光
元JTB社員の経歴を生かして、旅行×占いの鑑定を得意とする。生配信「占い芸人 生鑑定！～ズバリ言うかもよ～」に出演。
お抹茶（トンツカタン）
占い部のnoteにて「トンツカタンお抹茶のラッキー変なの」を毎日更新中。活動が認められフジテレビ「じゃじゃじゃじゃ～ン！」にて「今月のラッキー変なの」のコーナーがレギュラーで放送されていた。
吉田治加（おとぎばなし）
おとぎばなし吉田として占いサイト「WORDS」にて「おとぎ占い」等で活動中。
さきぽん
占いサイト「WORDS」にて「アリス占い」等で活動中。生配信「占い芸人 生鑑定！～ズバリ言うかもよ～」に出演。
いかちゃん
占い部のnoteにて「いかちゃんのラッキーフード占い」を毎日更新中。
五十嵐文香
占い部のnoteにて「いがあやのラッキー健康○○」を不定期更新中。生配信「占い芸人 生鑑定！～ズバリ言うかもよ～」に出演。
森本佐恵
占いサイト「WORDS」にて「ムーミン占い」「武将占い」等で活動中。
酒井啓太（リニア）
占い部のnoteにて「リニア酒井の漫画占い」を不定期更新中。
菜乃花
和田貴志（鬼ヶ島）
かわえなつき
平山知輝
荒井康太郎（オールドトム）
チョモランマ服部
comicoにて【ゆずきさんのなぐさメシ】連載中の漫画家。代表作【今週のかなでさん】
ヒデゴン（イラストレーター）
代表作に黒猫探偵社、産経リビング15時ブレイクのにゃすみんなど。
きたさん（漫画編集者）
数々のヒット作を手掛けてきた敏腕編集者。
山口さゆり
東京都広尾にて小顔専門の美容サロン【bodyclassic】を経営。

## 活動内容
note「占い部～フォーリエ～」
部員達が学んだ占いを生かして様々な記事を投稿している。
毎日更新「トンツカタン菅原のラッキー変なの」「いかちゃんのラッキーフード占い」
不定期更新「部長、飛永の占いコラム」「いがあやのラッキー健康○○」「リニア酒井の漫画占い」「森本佐恵の「ラッキーパーソン」」「こじま観光のラッキー枠番予想」
「今週のラッキーカラー＆ラッキーアイテム」では勉強のため、部員が持ち回りでラッキーカラーとラッキーアイテムを鑑定している。
また「占い部 お悩み相談室」では、実際に部員達に鑑定を依頼することも出来る。
WORDS
オンラインで鑑定依頼が出来る占いサイト。占い部～フォーリエ～の部員が続々デビューしている。
占い芸人 生鑑定！～ズバリ言うかもよ～
プロダクション人力舎公式chにて行われる生配信。ゲストの運勢を部員が鑑定する。